# Băleni (Galați)
Băleni es una comuna ubicada en el distrito de Galați, Rumania.

## Superficie
Posee una superficie de 67,55 kilómetros cuadrados.

## Demografía
Hasta 2021 la población era de 1882 habitantes, con una densidad de población de 27,86 habitantes por kilómetro cuadrado.